# پویشگر آسیب‌پذیری
اسکنر آسیب‌پذیری  یک برنامه کامپیوتری است که به منظور دسترسی به ضعف‌های برنامه‌های کاربردی، شبکه ها و سیستم‌های کامپیوتری طراحی شده‌است. امروزه انواع مختلفی از اسکنرهای آسیب‌پذیری وجود دارد که با توجه به اهداف ویژه‌ای که آن‌ها بر آن تمرکز دارند، از یکدیگر متمایز می‌شوند. در حالی که عملکردها بین انواع مختلف اسکنرهای آسیب‌پذیری، تفاوت ایجاد می‌کند اما همه آن‌ها در یک هدف اصلی با هم مشترک هستند؛ برشمردن آسیب‌های موجود در یک یا چند هدف. اسکنرهای آسیب‌پذیری یک جز اصلی از مدیریت آسیب‌پذیری می‌باشد.

## طرز کار اسکنرهای آسیب‌پذیری
این اسکنرها نرم‌افزارهایی هستند که یک پایگاه داده عظیم از کدهای مخرب فقط برای آسیب‌پذیریهای شناخته شده در فایلهای خود دارند و آن‌ها را با سرعت زیادی به ترتیب روی سایت قربانی تست می‌کنند در نتیجه اگر سایت حفره امنیتی داشته باشد کد مخرب مربوط به آن نقطه ضعف امنیتی با موفقیت عمل می‌کند و نتیجه را به هکر نشان می‌دهد و هکر به سادگی از سایت شل میگیرد

## چند اسکنرهای آسیب‌پذیری
- Nessus
- شبکیه
- Acunetix
- atk
- کرکس نشسته
- X-Scan

این نرم‌افزارها هرکدوم به تنهایی برای پیدا کردن یه آسیب‌پذیری از سایت کافی هستن اما مشروط به اینکه آسیب‌پذیری شناخته شده باشه و اسکنر آپدیت شده و فول ورژن باشه
شاید سخت‌ترین قسمت کار این باشه که صبر کنید تا اسکن به‌طور کامل انجام بشه یا آپدیت پلاگینها دانلود بشه سایر مراحل کار اینه که روی اسکنر کلیک کنید و لینک سایت قربانی رو وارد کنید و اسکنر تعداد زیادی حفره امنیتی نشون میده
بعد از اسکن هم باید برای استفاده از آسیب‌پذیری از یه نرم‌افزارهای دیگه استفاده بشه و برای آسیب‌پذیری XSS نرم‌افزار beef و برای آسیب‌پذیری SQL Injection نرم‌افزار Havij از همه بهتره و سایر آسیب‌پذیری‌ها هم ساده هستن و برای اکسپلویت کردن نیازی به نرم‌افزار ندارند
انواع اسکنرهای آسیب‌پذیری:
- اسکنر CGI (معمولاً محدود به چک کردن بنرها هستند؛اسکنر cgi می‌تواند اسکریپت‌های آسیب‌پذیری را بیابند اما نمی‌توانند معمولاً از آن‌ها بهرهبرداری کنند)[۱]

## شناسایی شبکه
یک اسکنر آسیب‌پذیری می‌تواند برای تشخیص رفتار شبکه استفاده شود که عموماً توسط یک مهاجم خارجی که شناخته شده نیست و اجازه دسترسی ندارد و سعی می‌کند تا اطلاعات به دست آورد یا به شبکه دسترسی پیدا کند، انجام می‌شود. شناسایی شبکه به‌طور فزاینده‌ای برای اکتشاف استانداردهای شبکه و متدهای ارتباطی استفاده می‌شود. هدف تشخیص و تعیین این است که چه نوع از کامپیوترهایی حاضر هستند، همراه با اطلاعات بیشتری در مورد آن دسته از کامپیوترها_ از قبیل نوع و نسخه سیستم عامل. این اطلاعات می‌تواند برای آسیب‌پذیری شناخته شده یا به تازگی کشف شده‌است که می‌تواند مورد سوء استفاده قرار گیرد برای به دست آوردن دسترسی به کامپیوترها و شبکه‌های امن مورد تجزیه و تحلیل قرار گیرد. شناسایی شبکه احتمالاً یکی از رایج‌ترین برنامه‌های کاربردی برای تجزیه و تحلیل داده‌های غیر فعال می‌باشد. تکنیک‌های نسل اولیه از قبیل انگشت نگاری غیر فعال TCP/IP، ملاحظات دقتی دارند که تمایل دارد آن را بی‌اثر کند. امروزه ابزارهای متعددی جهت شناسایی آسان تر و موثرتر به وجود آمده‌است.

## Programs
- Port scanners (ان‌مپ)
- Network scanners (Network Security 365, Nexpose, Nessus, SAINT, OpenVAS)
- Web Application Vulnerability Scanners (List of Scanners)
- ERP scanners (ERPScan)
- CGI scanners

W3af is also a network security Scanner